# 미시소가족
미시소가족(Mississauga)는 캐나다 온타리오주 남부에 거주하는 퍼스트 네이션 원주민이다. 아니시나아베족의 일파이며, 오지브와족과 가깝다. ‘미시’라는 이름은 아니시나아베 어로 ‘큰 하구에 있는 자’(Misi-zaagiing)라는 의미를 가진 말이다.

## 역사
아니시나아베족의 전승에 따르면 나이아가라 폭포 근처의 ‘두 번째 정착지’를 떠나온 후. 주류 아니시나아베 부족들이 현재 미시간 남부에 있는 이리호 연안을 따라 이주를 했다. 그들은 육체적으로, 정신적으로 헤매이게 되었다. 미시소가족은 크레딧 강을 따라 북쪽으로 조지언만까지 이주를 했다. 그들은 슈피리어호 해안과 미시사기강 주변의 휴런호 북쪽까지의 땅을 전통적인 영토로 생각하고 있었다. 미시소가족은 아니시나아베족 주류를 좋은 삶으로 돌아가기 길이라는 의미의 ‘미디위윈’(Midewiwin)이라고 불렀다. 아니시나아베족은 ‘세개의 불 평의회’(Council of Three Fires)를 구성하였고, 현재의 디트로이트 근처에 있었던 ‘세 번째 정착지’에서 조지언만 동해안을 따라 매니툴린섬에 있는 ‘네 번째 정착지’로 이주했다.
1534년 프랑스의 탐험가가 도착할 무렵까지, 미시소가족은 미시사기 강과 매니툴린 섬에 살았고, 아니시나아베족 중에서도 독립적인 부족이었다. 1675년 지도에는 미시소가족이 ‘미시사킹다치리누크’(Missisakingdachirinouek)로 기록되어 있다. 그들은 미시사기 강 지역에서 커워타 호수 지역으로 남쪽으로도 이주했다. 거기에서 갈라진 일파가 남서쪽으로 이동하여 현재 토론토 서쪽의 크레딧 유역으로 이주했다. 거기(현재 미시소가 근처)에서 프랑스 인이 이들을 ‘미시소가족’(Mississauga)이라고 기록했다.
‘미시소가’의 철자는 ‘미시사가’(Mississaga), ‘마사소가’(Massassauga), ‘미시소가’(Missisauga)와 각각의 복수형 또는 ‘미시소가 인디언’ 등이라고도 불린다. 17세기 중반에 아니시나아베 어는 와이언도트어로 대체되었고, 오대호 지역의 공통어가 될 때까지는 ‘미시소가’라는 이름은 와이언도트족이 그들을 부르는 이름(외부어)이었다.

## 유산
- 미시소가는 미시소가족의 이름을 따서 지은 명칭이다.
- 꼬마방울뱀(massasauga rattlesnake)은 미시소가의 이름을 따서 지은 명칭이다.
- 미시소가 요새도 그들의 이름을 따서 지은 명칭이다.